# Mantidactylus guibei
Mantidactylus guibei é uma espécie de anfíbio da família Mantellidae.
É endémica de Madagáscar.
Os seus habitats naturais são: regiões subtropicais ou tropicais húmidas de alta altitude e áreas rochosas.
Está ameaçada por perda de habitat.